# Sampot

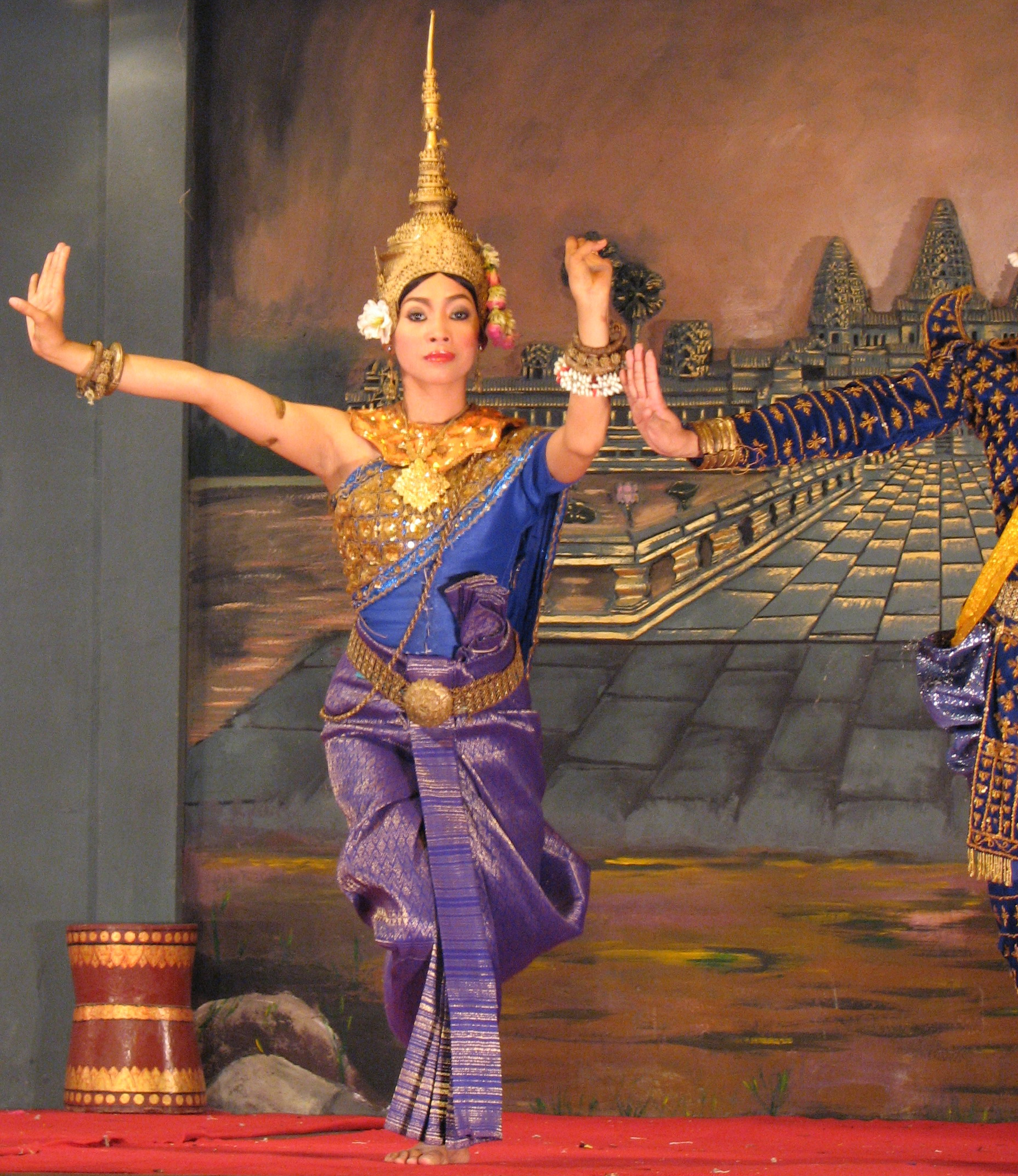
Una danzatrice khmer tradizionale che indossa un sampot (Sotto il dominio del Siam)

Il sampot (in khmer សំពត់, sɑmpʊət) è un capo tradizionale di abbigliamento cambogiano, costituito da un rettangolo di tessuto che viene indossato a guisa di lunga gonna. È in cotone, seta o un loro misto.

## L'abito
Il sampot ha origini molte antiche, anche anteriori all'epoca dell'impero khmer, ma l'influenza culturale e politica che esso ebbe sulle regioni circostanti può spiegarne la diffusione (nelle varianti locali) in Laos e Thailandia, dov'è conosciuto come pha nung (ผ้านุ่ง) in thai. È del resto simile al sarong dell'arcipelago malese e a indumenti simili del subcontinente indiano come il dhoti. Ciò che lo rende peculiare e lo differenzia da essi è la lavorazione asimmetrica a spighe, grazie alla quale sui due lati del tessuto il colore dominante varia.

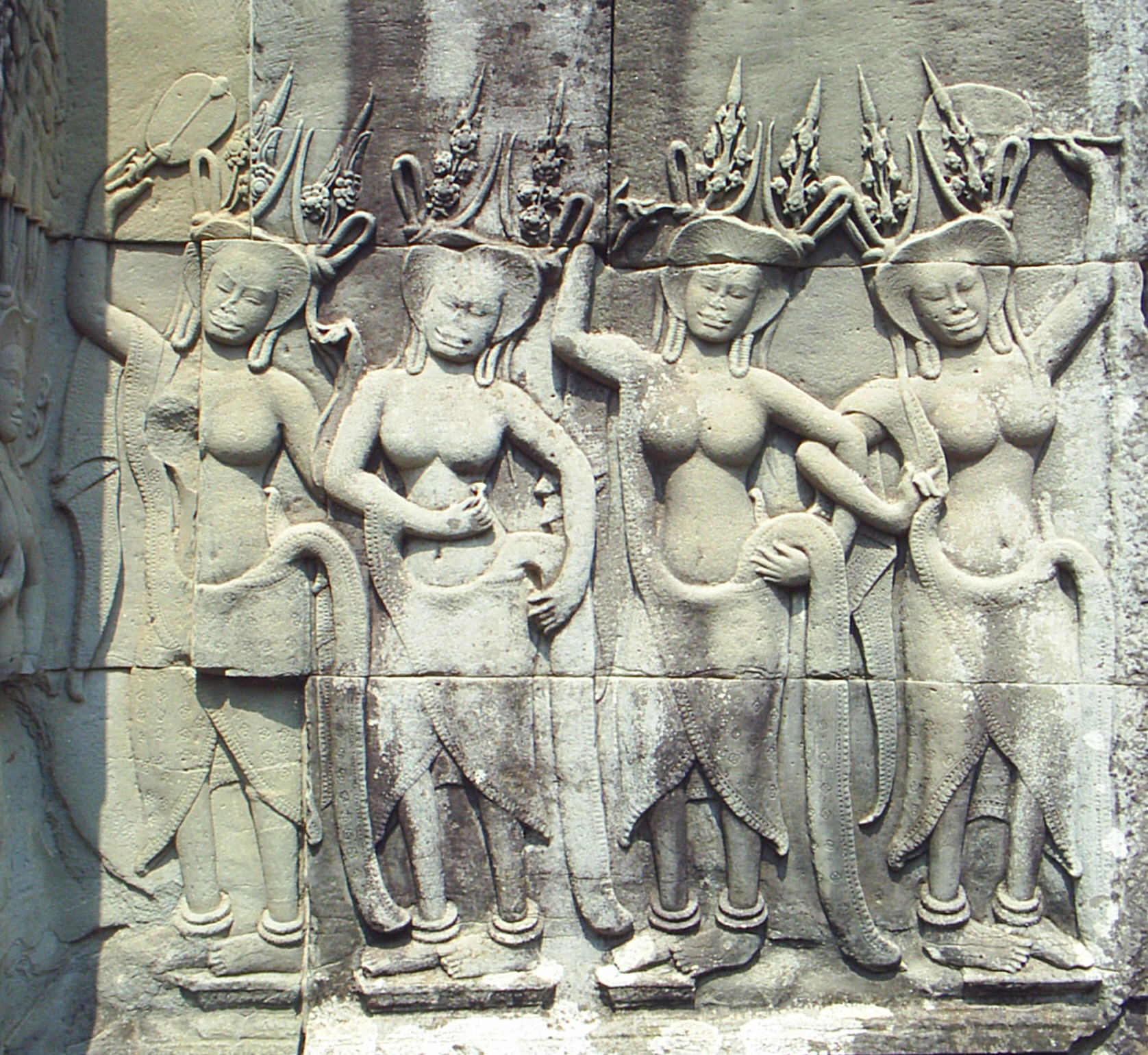
Bassorilievi di Angkor Wat che raffigurano apsaras che indossano costumi simili al moderno sampot.

Viene indossato da tutte le classi sociali, sebbene in varianti diverse, evolutesi nel tempo. Fino all'epoca della dominazione francese era un capo unisex, indossato da uomini e donne. In seguito, malgrado la resistenza ad aderire alla moda occidentale, gli uomini indossarono capi più simili a pantaloni. I khmer rossi lo vietarono, imponendo la classica divisa di cotone nero a pigiama sia agli uomini che alle donne. Con la caduta del regime comunista è tornato nuovamente in uso, specialmente nelle campagne, ma è ora considerato un capo di abbigliamento prettamente femminile.